# 오피스 (미국의 시트콤)의 에피소드 목록
다음은 미국 드라마 《오피스》의 방영 목록이다.
《오피스》는 NBC에서 방송된 미국의 시트콤으로, 동명의 영국 원작 시트콤을 기반으로 제작되었다. 심슨 가족 등을 제작한 프로듀서 그레그 대니얼스가 총감독을 맡았다. 모큐맨터리 형식을 기반으로 펜실베이니아주 스크랜턴에 위치한 가상의 종이회사 던더 미플린(시즌 6에서 던더 미플린 세이버로 개명된다.) 사원들의 하루 생활을 실제 다큐맨터리를 촬영하듯 보여준다. 시즌 1 첫방송은 2005년 3월 24일 시작했다. 현재 시즌 8 방영이 확정되었으며 이외에 8개의 웨비소드가 NBC 누리집에서 제공되고 있다.
2005년 방송된 시즌 1은 6개의 에피소드로 구성되어있다. 중간개편 기간에 방송을 시작하여 방송 횟수가 짧다. 이후 2005-2006년에 방송된 시즌 2부터는 풀시즌으로 제작되어 22개의 에피소드, 시즌 3은 25개의 에피소드를 방송했다. 시즌 4 방송기간인 2007-2008년에는 미국 작가협회 파업 여파로 19개 에피소드로 줄어들었으며 시즌 5부터는 다시 28개로 늘어났고 시즌 6은 26개, 시즌 7은 26개의 에피소드를 각각 방송했다. 현재 시즌 9으로 종영됐다.
첫 번째 웨비소드인 The Accountants는 시즌 2와 3 사이인 2006년 여름에 10개의 에피소드로 만들어져 인터넷 NBC 누리집을 통해 방송되었다. Kevin's Loan은 시즌 4와 5 사이에 4개의 에피소드로 방송되었고 The Outburst는 시즌 5 방송기간에, Blackmail은 시즌5 방송 말기에 각각 4개의 에피소드로 공개되었다. 시즌 6 방송 시작과 함께 공개된 Subtle Sexuality는 3개의 에피소드로 구성되어있고 The Mentor는 시즌 6 방송 막바지에 4개의 에피소드로 방송되었다. The 3rd Floor는 시즌 7 시작과 동시에, 그리고 가장 최근의 웨비소드인 The Podcast는 시즌 7 방송 중반쯤에 각각 3개의 에피소드로 공개되었다. ("The Potcast"는 시즌 6 DVD에도 실려있다.) 시즌 1,2,3의 DVD는 지역코드 2, 3 지역에서 시청 가능하며 특히 시즌 1은 지역코드 1 지역에서도 시청 가능하다.
2011년 5월 14일 기준으로, 총 7시즌동안 150편의 에피소드(방송 횟수로는 138편)가 방송되었다.

## 시리즈 개요
| 시즌 | 시즌 | 방송횟수 | 시즌 첫방송일   | 시즌 종영일     | 지역 1 DVD 발매일 | 지역 2 DVD 발매일 | 시청자 수 (백만) | 시즌 순위 |
| ---- | ---- | -------- | --------------- | --------------- | ----------------- | ----------------- | ---------------- | --------- |
|      | 1    | 6        | 2005년 3월 24일 | 2005년 4월 26일 | 2005년 8월 16일   | 2006년 4월 10일   | 5.4              | #102      |
|      | 2    | 22       | 2005년 9월 20일 | 2006년 5월 11일 | 2006년 9월 12일   | 2008년 1월 28일   | 8.0              | #67       |
|      | 3    | 25       | 2006년 9월 21일 | 2007년 5월 17일 | 2007년 9월 4일    | 2008년 7월 20일   | 8.3              | #68       |
|      | 4    | 19       | 2007년 9월 27일 | 2008년 5월 15일 | 2008년 9월 2일    | 2010년 6월 14일   | 8.0              | #77       |
|      | 5    | 28       | 2008년 9월 25일 | 2009년 5월 14일 | 2009년 9월 8일    | 2011년 2월 7일    | 9.2              | #53       |
|      | 6    | 26       | 2009년 9월 17일 | 2010년 5월 20일 | 2010년 9월 7일    | 발매예정          | 7.8              | #52       |
|      | 7    | 26       | 2010년 9월 23일 | 2011년 5월 19일 | 발매예정          | 발매예정          | 발표예정         | 발표예정  |
|      | 8    | 발표예정 | 발표예정        | 발표예정        | 발매예정          | 발매예정          | 발표예정         | 발표예정  |

## 방송 목록

### 시즌 1 (2005)
시즌 1은 2005년 3월 24일부터 4월 26일까지 방송되었다. 《커미티드》의 후속작으로 중간개편 기간에 첫 전파를 탔다. 시즌 1은 스티븐 머천트와 리키 저베이스가 기획했던 원작 오피스의 기본 줄거리를 많이 가져왔다. 그러나 줄거리 이외의 직접적 관련성은 그리 크지 않은 편이다.
시즌 1에서는 주연급 등장인물들의 캐릭터와 던더 미플린 페이퍼 컴퍼니의 일상 업무를 촬여하는 '다큐맨터리'라는 기본적인 이야기 틀을 보여준다. 스크랜튼 지점의 지점장인 마이클 스콧 (스티브 커렐)은 다큐멘터리를 촬영하는 카메라맨에게 자신이 지점장으로써 사무실을 행복하고 활기차게 만든다는 점을 강조하려 애쓴다. 영업부 사원인 짐 헬퍼트 (존 크래신스키)는 동료인 드와이트 슈루트(레인 윌슨)를 골탕먹일 거리만 찾고있고, 접수원인 팸 비즐리 (제나 피셔)는 항상 분위기를 파악 못하고 일을 망치는 마이클의 옆에서 비서같은 역할을 수행한다. 임시직으로 들어온 라이언 하워드 (비제이 노백)는 마이클의 엉뚱한 행동들을 옆에서 지켜보기만 한다.
| № | # | 제목            | 감독            | 작가                                            | 미국 시청자수 (백만) | 방송날짜   | 작품 번호 |
| - | - | --------------- | --------------- | ----------------------------------------------- | -------------------- | ---------- | --------- |
| 1 | 1 | "Pilot"         | 켄 콰피스       | 리키 저베이스 & 스티븐 머천트 & 그레그 대니얼스 | 11.2                 | 2005-03-24 | 100       |
| 2 | 2 | "Diversity Day" | 켄 콰피스       | 비제이 노백                                     | 6.0                  | 2005-03-29 | 101       |
| 3 | 3 | "Health Care"   | 켄 휘팅엄       | 폴 리버스타인                                   | 5.8                  | 2005-04-05 | 102       |
| 4 | 4 | "The Alliance"  | 브라이언 고든   | 마이클 슈어                                     | 5.4                  | 2005-04-12 | 103       |
| 5 | 5 | "Basketball"    | 그레그 대니얼스 | 그레그 대니얼스                                 | 5.0                  | 2005-04-19 | 104       |
| 6 | 6 | "Hot Girl"      | 에이미 해커링   | 민디 캘링                                       | 4.8                  | 2005-04-26 | 105       |

### 시즌 2 (2005–2006)
오피스 시즌 2는 2005년 9월 20일 첫방송을 시작해 이듬해 5월 11일 종영되었다. NBC는 처음에 단 6개 에피소드만을 주문했다가 9월에 7개 에피소드를 추가로 구입했고, 11월 3일 추가로 3개 에피소드를 더 구입함으로써 결과적으로 22개 에피소드 전체를 방송하게 되었다. 시즌 2에서는 처음으로 40분 분량의 특별판이 방송되었다.
시즌 2에서는 인원 감축의 위기감이 좀 더 심화되고 새로운 등장인물들의 출연과 함께 사소한 이야깃거리들이 전개되었다. 마이클은 그의 상사인 젠 레빈슨 (멜로나 하딘)과의 연애를 시작했고, 짐과 팸의 관계는 시즌 2의 중요한 초점 중 하나가 되었다. 두 사람의 관계는 짐이 팸에 대해 더욱 깊은 감정을 가지게 되면서 분명하게 드러났고, 팸은 그녀의 약혼남이자 물류창고 직원인 로이 앤더슨 (데이비드 덴맨)과의 관계를 더욱 고민하게 된다.
| №  | #  | 제목                             | 감독             | 작가                            | 미국 시청자수 (백만) | 방송날짜   | 작품 번호 |
| -- | -- | -------------------------------- | ---------------- | ------------------------------- | -------------------- | ---------- | --------- |
| 7  | 1  | "The Dundies"                    | 그레그 대니얼스  | 민디 캘링                       | 9.0                  | 2005-09-20 | 203       |
| 8  | 2  | "Sexual Harassment"              | 켄 콰피스        | 비제이 노백                     | 정보없음             | 2005-09-27 | 202       |
| 9  | 3  | "Office Olympics"                | 폴 피그          | 마이클 슈어                     | 8.3                  | 2005-10-04 | 204       |
| 10 | 4  | "The Fire"                       | 켄 콰피스        | 비제이 노백                     | 7.6                  | 2005-10-11 | 201       |
| 11 | 5  | "Halloween"                      | 폴 피그          | 그레그 대니얼스                 | 8.0                  | 2005-10-18 | 206       |
| 12 | 6  | "The Fight"                      | 켄 콰피스        | 진 스투프닛스키 & 리 아이젠버그 | 7.9                  | 2006-11-01 | 207       |
| 13 | 7  | "The Client"                     | 그레그 대니얼스  | 폴 리버스타인                   | 7.5                  | 2005-11-08 | 205       |
| 14 | 8  | "Performance Review"             | 폴 피그          | 래리 윌모어                     | 8.0                  | 2005-11-15 | 209       |
| 15 | 9  | "E-mail Surveillance"            | 폴 피그          | 제니퍼 세로타                   | 8.1                  | 2005-11-22 | 208       |
| 16 | 10 | "Christmas Party"                | 찰스 맥두걸      | 마이클 슈어                     | 9.7                  | 2005-12-06 | 210       |
| 17 | 11 | "Booze Cruise"                   | 켄 콰피스        | 그레그 대니얼스                 | 8.7                  | 2006-01-05 | 213       |
| 18 | 12 | "The Injury"                     | 브라이언 고든    | 민디 캘링                       | 정보없음             | 2006-01-12 | 211       |
| 19 | 13 | "The Secret"                     | 데니 고든        | 리 아이젠버그 & 진 스투프닛스키 | 정보없음             | 2006-01-19 | 214       |
| 20 | 14 | "The Carpet"                     | 빅터 넬리 주니어 | 폴 리버스타인                   | 정보없음             | 2006-01-26 | 212       |
| 21 | 15 | "Boys and Girls"                 | 데니 고든        | 비제이 노백                     | 정보없음             | 2006-02-02 | 215       |
| 22 | 16 | "Valentine's Day"                | 그레그 대니얼스  | 마이클 슈어                     | 정보없음             | 2006-02-09 | 217       |
| 23 | 17 | "Dwight's Speech"                | 찰스 맥두걸      | 폴 리버스타인                   | 8.4                  | 2006-03-02 | 216       |
| 24 | 18 | "Take Your Daughter to Work Day" | 빅터 넬리 주니어 | 민디 캘링                       | 8.8                  | 2006-03-16 | 218       |
| 25 | 19 | "Michael's Birthday"             | 켄 휘팅엄        | 진 스투프닛스키 & 리 아이젠버그 | 7.8                  | 2006-03-30 | 219       |
| 26 | 20 | "Drug Testing"                   | 그레그 대니얼스  | 제니퍼 세로타                   | 7.8                  | 2006-04-27 | 222       |
| 27 | 21 | "Conflict Resolution"            | 찰스 맥두걸      | 그레그 대니얼스                 | 7.4                  | 2006-05-04 | 220       |
| 28 | 22 | "Casino Night†"                  | 켄 콰피스        | 스티브 커렐                     | 7.7                  | 2006-05-11 | 221       |

### 시즌 3 (2006–2007)
시즌 3은 2006년 9월 21일에 첫방송을 시작하여 2007년 5월 17일 종영되었다. 25개의 에피소드로 제작되었고 이 중 1시간 분량의 에피소드 2개, 40분 분량의 에피소드 2개가 포함되었다. J. J. 에이브럼스, 조스 휘던, 해럴드 래미스 등이 감독으로 참여하였다.
시즌 3에서는 짐 헬퍼트가 스크랜튼 지점에서 스탬퍼드 지점으로 자리를 옮기며, 스탬퍼드 지점의 또다른 직원들인 캐런 필리펠리 (라시다 존스), 앤디 버나드 (에드 헬름스)가 단역으로 등장한다. (후에 앤디 버나드는 주연으로 올라간다.) 시즌 초반부에서는 시즌 1, 2에서 다뤘던 회사의 인원 감축 문제를 계속 다루며, 후반부에서는 결국 스탬퍼드 지점이 스크랜턴 지점으로 합병되는 것으로 인원 감축 문제가 일단락되고, 그러면서 새로 마주치게 된 사원들간의 이야기가 중심 주제로 다뤄진다.
| №     | #     | 제목                    | 감독             | 작가                                          | 미국 시청자수 (백만) | 방송날짜   | 작품 번호 |
| ----- | ----- | ----------------------- | ---------------- | --------------------------------------------- | -------------------- | ---------- | --------- |
| 29    | 1     | "Gay Witch Hunt"        | 켄 콰피스        | 그레그 대니얼스                               | 9.1                  | 2006-09-21 | 301       |
| 30    | 2     | "The Convention"        | 켄 휘팅엄        | 진 스투프닛스키 & 리 아이젠버그               | 7.8                  | 2006-09-28 | 306       |
| 31    | 3     | "The Coup"              | 그레그 대니얼스  | 폴 리버스타인                                 | 정보없음             | 2006-10-05 | 302       |
| 32    | 4     | "Grief Counseling"      | 로저 니가드      | 제니퍼 세로타                                 | 정보없음             | 2006-10-12 | 303       |
| 33    | 5     | "Initiation"            | 랜들 아인혼      | 비제이 노백                                   | 정보없음             | 2006-10-19 | 305       |
| 34    | 6     | "Diwali"                | 미겔 아르테타    | 민디 캘링                                     | 8.8                  | 2006-11-02 | 304       |
| 35    | 7     | "Branch Closing"        | 터커 게이츠      | 마이클 슈어                                   | 정보없음             | 2006-11-09 | 307       |
| 36    | 8     | "The Merger†"           | 켄 휘팅엄        | 브랜트 포레스터                               | 정보없음             | 2006-11-16 | 308       |
| 37    | 9     | "The Convict"           | 제프리 블리츠    | 리키 저베이스 & 스티븐 머천트                 | 정보없음             | 2006-11-30 | 311       |
| 38–39 | 10–11 | "A Benihana Christmas‡" | 해럴드 래미스    | 제니퍼 세로타                                 | 8.4                  | 2006-12-14 | 309/310   |
| 40    | 12    | "Back from Vacation"    | 줄리안 파리노    | 저스틴 스피처                                 | 정보없음             | 2007-01-04 | 312       |
| 41    | 13    | "Traveling Salesmen"    | 그레그 대니얼스  | 마이클 슈어 & 리 아이젠버그 & 진 스투프닛스키 | 10.1                 | 2007-01-11 | 313       |
| 42    | 14    | "The Return"            | 그레그 대니얼스  | 리 아이젠버그 & 진 스투프닛스키 & 마이클 슈어 | 정보없음             | 2007-01-18 | 314       |
| 43    | 15    | "Ben Franklin"          | 랜들 아인혼      | 민디 캘링                                     | 10.1                 | 2007-02-01 | 315       |
| 44    | 16    | "Phyllis's Wedding"     | 켄 휘팅엄        | 캐럴라인 윌리엄스                             | 8.8                  | 2007-02-08 | 316       |
| 45    | 17    | "Business School"       | 조스 휘던        | 브랜트 포레스터                               | 8.8                  | 2007-02-15 | 317       |
| 46    | 18    | "Cocktails"             | J. J. 에이브럼스 | 폴 리버스타인                                 | 8.3                  | 2007-02-22 | 318       |
| 47    | 19    | "The Negotiation†"      | 제프리 블리츠    | 마이클 슈어                                   | 6.7                  | 2007-04-05 | 319       |
| 48    | 20    | "Safety Training"       | 해럴드 래미스    | 비제이 노백                                   | 7.7                  | 2007-04-12 | 320       |
| 49    | 21    | "Product Recall"        | 랜들 아인혼      | 저스틴 스피처 & 브랜트 포레스터               | 7.6                  | 2007-04-26 | 321       |
| 50    | 22    | "Women's Appreciation†" | 터커 게이츠      | 진 스투프닛스키 & 리 아이젠버그               | 7.6                  | 2007-05-03 | 322       |
| 51    | 23    | "Beach Games"           | 해럴드 래미스    | 제니퍼 세로타 & 그레그 대니얼스               | 7.2                  | 2007-05-10 | 323       |
| 52–53 | 24–25 | "The Job‡"              | 켄 콰피스        | 폴 리버스타인 & 마이클 슈어                   | 7.9                  | 2007-05-17 | 324/325   |

### 시즌 4 (2007–2008)
NBC는 에초에 시즌 4 방송분으로 5개의 1시간 특별판을 포함한 30회 분량을 주문하였다. 그러나 미국 작가협회의 파업 사태가 일어나면서 방송 도중 모든 드라마 제작 작업이 중단되었다. "The Deposition" 에피소드의 방송 이후 시작된 파업 사태는 "Dinner Party" 에피소드로 다시 방송이 재개될때까지 거의 5달동안 이어졌고 이때문에 시즌 4는 19개의 에피소드로만 방송이 이루어졌다. 10개의 에피소드는 1시간 분량으로 묶여서 5회 분으로 방송되었다. 시즌 첫 방송일은 2007년 9월 27일, 마지막 방송일은 2008년 5월 15일이다.
시즌 4에서는 캐런 필리펠리가 정식 배역에서 하차했다. 이후 캐런은 6번째 에피소드인 "Branch Wars"에서 유티카 지점의 지점장으로 등장한다. 등장인물들 간의 러브라인은 시즌 4의 주요 테마로 등장하여 짐과 팸, 마이클과 젠의 관계는 점점 발전하는 반면, 드와이트와 엔젤라의 사이는 멀어진다.. 본사로 승진한 라이언 하워드가 회사를 좀 더 현대화시키기 위해 벌이는 다양한 시도들도 주요 이야깃거리다.
| №     | #     | 제목                       | 감독            | 작가                            | 미국 시청자수 (백만) | 방송날짜   | 작품 번호 |
| ----- | ----- | -------------------------- | --------------- | ------------------------------- | -------------------- | ---------- | --------- |
| 54–55 | 1–2   | "Fun Run‡"                 | 그레그 대니얼스 | 그레그 대니얼스                 | 9.7                  | 2007-09-27 | 401/402   |
| 56–57 | 3–4   | "Dunder Mifflin Infinity‡" | 크레이그 지스크 | 마이클 슈어                     | 8.49                 | 2007-10-04 | 403/404   |
| 58–59 | 5–6   | "Launch Party‡"            | 켄 휘팅엄       | 제니퍼 세로타                   | 8.91                 | 2007-10-11 | 405/406   |
| 60–61 | 7–8   | "Money‡"                   | 폴 리버스타인   | 폴 리버스타인                   | 8.50                 | 2007-10-18 | 407/408   |
| 62    | 9     | "Local Ad"                 | 제이슨 라이트먼 | 비제이 노백                     | 8.98                 | 2007-10-25 | 409       |
| 63    | 10    | "Branch Wars"              | 조스 휘던       | 민디 캘링                       | 8.39                 | 2007-11-01 | 410       |
| 64    | 11    | "Survivor Man"             | 폴 피그         | 스티브 커렐                     | 8.29                 | 2007-11-08 | 411       |
| 65    | 12    | "The Deposition"           | 줄리안 파리노   | 레스터 루이스                   | 8.86                 | 2007-11-15 | 412       |
| 66    | 13    | "Dinner Party"             | 폴 피그         | 진 스투프닛스키 & 리 아이젠버그 | 9.22                 | 2008-04-10 | 413       |
| 67    | 14    | "Chair Model"              | 제프리 블리츠   | 비제이 노백                     | 9.81                 | 2008-04-17 | 414       |
| 68    | 15    | "Night Out"                | 켄 휘팅엄       | 민디 캘링                       | 7.56                 | 2008-04-24 | 415       |
| 69    | 16    | "Did I Stutter?"           | 랜들 아인혼     | 브랜트 포레스터 & 저스틴 스피처 | 7.67                 | 2008-05-01 | 416       |
| 70    | 17    | "Job Fair"                 | 터커 게이츠     | 리 아이젠버그 & 진 스투프닛스키 | 7.22                 | 2008-05-08 | 417       |
| 71–72 | 18–19 | "Goodbye, Toby‡"           | 폴 피그         | 제니퍼 세로타 & 폴 리버스타인   | 8.07                 | 2008-05-15 | 418/419   |

### 시즌 5 (2008–2009)
2008년 4월 10일 NBC는 2개의 1시간 특별판이 포함된 28개의 에피소드를 주문했다. 첫 방송 "Weight Loss" 편은 2008년 9월 25일 방송되었다.
시즌 5의 이야기는 마이클과 회사 간의 롤러코스터 같은 관계에 초점이 맞춰져있다. 시즌 초반부에서 마이클은 경기 침체에도 불구하고 뛰어난 실적을 올려 회사로부터 축하와 함께 보상을 받는다. 그러나 외부에서 새로 고용된 상사의 관리 방식에 크게 불만을 느낀 마이클은 결국 회사를 뛰쳐나가 스스로 '마이클 스콧 페이퍼 컴퍼니'를 세웠다가 다시 복귀하기에 이른다. 한편 주로 시즌 중반부 까지는 팸과 짐, 마이클과 젠, 홀리, 드와이트와 엔젤라, 엔디 등의 러브라인이 다뤄지고, 후반부에서는 마이클과 팸, 라이언이 '마이클 스콧 페이퍼 컴퍼니'를 세우면서 던더 미플린과 경쟁하는 구도가 펼쳐진다.
| № | #     | 제목                          | 감독            | 작가                              | 미국 시청자수 (백만) | 방송날짜   | 작품 번호 |
| --- | ----- | ----------------------------- | --------------- | --------------------------------- | -------------------- | ---------- | --------- |
| 73–74 | 1–2   | "Weight Loss‡"                | 폴 피그         | 리 아이젠버그 & 진 스투프닛스키   | 9.20                 | 2008-09-25 | 501/502   |
| 75 | 3     | "Business Ethics"             | 제프리 블리츠   | 라이언 코                         | 8.99                 | 2008-10-09 | 503       |
| 76 | 4     | "Baby Shower"                 | 그레그 대니얼스 | 에런 슈어                         | 8.07                 | 2008-10-16 | 504       |
| 77 | 5     | "Crime Aid"                   | 제니퍼 세로타   | 찰리 그렌디                       | 7.74                 | 2008-10-23 | 505       |
| 78 | 6     | "Employee Transfer"           | 데이비드 로저스 | 앤서니 파렐                       | 9.32                 | 2008-10-30 | 506       |
| 79 | 7     | "Customer Survey"             | 스티븐 머천트   | 레스터 루이스                     | 8.35                 | 2008-11-06 | 507       |
| 80 | 8     | "Business Trip"               | 랜들 아인혼     | 브랜트 포레스터                   | 8.18                 | 2008-11-13 | 509       |
| 81 | 9     | "Frame Toby"                  | 제이슨 라이트먼 | 민디 캘링                         | 8.40                 | 2008-11-20 | 508       |
| 82 | 10    | "The Surplus"                 | 폴 피그         | 진 스투프닛스키 & 리 아이젠버그   | 8.33                 | 2008-12-04 | 510       |
| 83 | 11    | "Moroccan Christmas"          | 폴 피그         | 저스틴 스피처                     | 8.79                 | 2008-12-11 | 511       |
| 84 | 12    | "The Duel"                    | 딘 홀랜드       | 제니퍼 세로타                     | 8.50                 | 2009-01-15 | 512       |
| 85 | 13    | "Prince Family Paper"         | 아사드 케라다   | 비제이 노백                       | 8.74                 | 2009-01-22 | 513       |
| 86–87 | 14–15 | "Stress Relief‡"              | 제프리 블리츠   | 폴 리버스타인                     | 22.91                | 2009-02-01 | 514/515   |
| 88 | 16    | "Lecture Circuit (Part 1)"    | 켄 콰피스       | 민디 캘링                         | 8.39                 | 2009-02-05 | 516       |
| Michael goes on a speaking tour of the other branches to explain Scranton's relative success, accompanied by his driver, Pam. At the Utica branch, the speech goes poorly, but Pam and a married, pregnant Karen reach closure, inspiring Michael to travel to the Nashua branch for closure with Holly. Back at the office, Dwight and Jim — now the heads of the party planning committee — forget Kelly's birthday, and attempt to make amends. Andy develops a crush on Stanley's client. |       |                               |                 |                                   |                      |            |           |
| 89 | 17    | "Lecture Circuit (Part 2)"    | 켄 콰피스       | 민디 캘링                         | 8.89                 | 2009-02-12 | 517       |
| 90 | 18    | "Blood Drive"                 | 랜들 아인혼     | 브랜트 포레스터                   | 8.63                 | 2009-03-05 | 518       |
| 91 | 19    | "Golden Ticket"               | 랜들 아인혼     | 민디 캘링                         | 7.51                 | 2009-03-12 | 519       |
| 92 | 20    | "New Boss"                    | 폴 피그         | 리 아이젠버그 & 진 스투프닛스키   | 7.95                 | 2009-03-19 | 520       |
| 93 | 21    | "Two Weeks"                   | 폴 리버스타인   | 에런 슈어                         | 8.45                 | 2009-03-26 | 521       |
| 94 | 22    | "Dream Team"                  | 폴 피그         | 비제이 노백                       | 7.20                 | 2009-04-09 | 522       |
| 95 | 23    | "Michael Scott Paper Company" | 진 스투프닛스키 | 저스틴 스피처                     | 7.94                 | 2009-04-09 | 523       |
| 96 | 24    | "Heavy Competition"           | 켄 휘팅엄       | 라이언 코                         | 8.24                 | 2009-04-16 | 524       |
| 97 | 25    | "Broke"                       | 스티브 커렐     | 찰리 그렌디                       | 7.21                 | 2009-04-23 | 525       |
| 98 | 26    | "Casual Friday"               | 브랜트 포레스터 | 앤서니 파렐                       | 7.31                 | 2009-04-30 | 526       |
| 99 | 27    | "Cafe Disco"                  | 랜들 아인혼     | 워런 리버스타인 & 할스테드 설리번 | 7.71                 | 2009-05-07 | 527       |
| 100 | 28    | "Company Picnic"              | 켄 콰피스       | 제니퍼 세로타 & 폴 리버스타인     | 6.72                 | 2009-05-14 | 528       |

### 시즌 6 (2009–2010)
2009년 1월 15일, NBC는 26개의 에피소드로 편성된 시즌 6을 방송할 것이라고 밝혔다.. 첫 방송은 2009년 9월 17일에 시작되었다.
시즌 6에서는 오랜 기간 헤어짐과 만남을 반복한 짐과 팸 커플이 드디어 결혼에 성공하고 딸을 출산한다. 마이클은 결혼식장에서 만난 팸의 어머니와 교제를 시도한다. 한편 짐은 마이클과 함께 공동 지점장 자리를 맡게되고, 드와이트는 온갖 수단을 동원해 짐을 해고시키려 애쓴다. 던더 미플린의 자금 사정은 계속 나빠지고 결국 시즌 중후반부에 전자제품 회사인 '세이버(Sabre)'에 매각되어 '던더 미플린 세이버'로 회사명이 바뀐다.
| №       | #     | 제목                           | 감독                                      | 작가                                    | 미국 시청자수 (백만) | 방송날짜   | 작품 번호 |
| ------- | ----- | ------------------------------ | ----------------------------------------- | --------------------------------------- | -------------------- | ---------- | --------- |
| 101     | 1     | "Gossip"                       | 폴 리버스타인                             | 폴 리버스타인                           | 8.20                 | 2009-09-17 | 601       |
| 102     | 2     | "The Meeting"                  | 랜들 아인혼                               | 에런 슈어                               | 7.33                 | 2009-09-24 | 602       |
| 103     | 3     | "The Promotion"                | 제니퍼 세로타                             | 제니퍼 세로타                           | 7.28                 | 2009-10-01 | 603       |
| 104–105 | 4–5   | "Niagara‡"                     | 폴 피그                                   | 그레그 대니얼스 & 민디 캘링             | 9.42                 | 2009-10-08 | 604/605   |
| 106     | 6     | "Mafia"                        | 데이비드 로저스                           | 브랜트 포레스터                         | 8.10                 | 2009-10-15 | 606       |
| 107     | 7     | "The Lover"                    | 리 아이젠버그                             | 리 아이젠버그 & 진 스투프닛스키         | 8.52                 | 2009-10-22 | 607       |
| 108     | 8     | "Koi Pond"                     | 레지널드 허들린                           | 워런 리버스타인 & 할스테드 설리번       | 8.20                 | 2009-10-29 | 608       |
| 109     | 9     | "Double Date"                  | 세스 고든                                 | 찰리 그렌디                             | 7.94                 | 2009-11-05 | 609       |
| 110     | 10    | "Murder"                       | 그레그 대니얼스                           | 대니얼 천                               | 7.76                 | 2009-11-12 | 610       |
| 111     | 11    | "Shareholder Meeting"          | 찰스 맥두걸                               | 저스틴 스피처                           | 7.43                 | 2009-11-19 | 611       |
| 112     | 12    | "Scott's Tots"                 | 비제이 노백                               | 진 스투프닛스키 & 리 아이젠버그         | 8.10                 | 2009-12-03 | 612       |
| 113     | 13    | "Secret Santa"                 | 랜들 아인혼                               | 민디 캘링                               | 8.51                 | 2009-12-10 | 613       |
| 114     | 14    | "The Banker"                   | 제프리 블리츠                             | 제이슨 케슬러                           | 7.29                 | 2010-01-21 | 614       |
| 115     | 15    | "Sabre"                        | 존 크라신스키                             | 제니퍼 세로타                           | 7.36                 | 2010-02-04 | 615       |
| 116     | 16    | "The Manager and the Salesman" | 마크 웹                                   | 민디 캘링                               | 7.40                 | 2010-02-11 | 616       |
| 117–118 | 17–18 | "The Delivery‡"                | 세스 고든 (Part 1) 해럴드 래미스 (Part 2) | 대니얼 천 (Part 1) 찰리 그렌디 (Part 2) | 9.00                 | 2010-03-04 | 618/619   |
| 119     | 19    | "St. Patrick's Day"            | 랜들 아인혼                               | 조너선 휴즈                             | 7.51                 | 2010-03-11 | 617       |
| 120     | 20    | "New Leads"                    | 브랜트 포레스터                           | 브랜트 포레스터                         | 7.63                 | 2010-03-18 | 620       |
| 121     | 21    | "Happy Hour"                   | 맷 손                                     | 비제이 노백                             | 7.17                 | 2010-03-25 | 621       |
| 122     | 22    | "Secretary's Day"              | 스티브 커렐                               | 민디 캘링                               | 6.30                 | 2010-04-22 | 622       |
| 123     | 23    | "Body Language"                | 민디 캘링                                 | 저스틴 스피처                           | 7.01                 | 2010-04-29 | 623       |
| 124     | 24    | "The Cover-Up"                 | 레인 윌슨                                 | 진 스투프닛스키 & 리 아이젠버그         | 6.84                 | 2010-05-06 | 624       |
| 125     | 25    | "The Chump"                    | 랜들 아인혼                               | 에런 슈어                               | 6.60                 | 2010-05-13 | 625       |
| 126     | 26    | "Whistleblower"                | 폴 리버스타인                             | 워런 리버스타인 & 할스테드 설리번       | 6.60                 | 2010-05-20 | 626       |

### 시즌 7 (2010–2011)
2010년 3월 5일 NBC는 시즌 7의 방송 계획을 발표했다. 또한 스티브 커렐이 시즌 7을 끝으로 하차할 것임을 밝혔다. NBC는 커렐의 하차에도 불구하고 방송을 계속 이어나갈것이며, 언제라도 그가 다시 돌아온다면 환영할 것이라고 밝혔다.. 시즌 7은 2010년 9월 23일 첫방송되어 2011년 5월 19일 종영될 예정이다.
| №       | #     | 제목                                  | 감독             | 작가                              | 미국 시청자수 (백만) | 방송날짜   | 작품 번호 |
| ------- | ----- | ------------------------------------- | ---------------- | --------------------------------- | -------------------- | ---------- | --------- |
| 127     | 1     | "Nepotism"                            | 제프리 블리츠    | 대니얼 천                         | 8.40                 | 2010-09-23 | 701       |
| 128     | 2     | "Counseling"                          | 제프리 블리츠    | 비제이 노백                       | 7.36                 | 2010-09-30 | 702       |
| 129     | 3     | "Andy's Play"                         | 존 스튜어트 스콧 | 찰리 그렌디                       | 6.95                 | 2010-10-07 | 703       |
| 130     | 4     | "Sex Ed"                              | 폴 리버스타인    | 폴 리버스타인                     | 7.36                 | 2010-10-14 | 704       |
| 131     | 5     | "The Sting"                           | 랜들 아인혼      | 민디 캘링                         | 6.87                 | 2010-10-21 | 705       |
| 132     | 6     | "Costume Contest"                     | 딘 홀랜드        | 저스틴 스피처                     | 8.07                 | 2010-10-28 | 706       |
| 133     | 7     | "Christening"                         | 알렉스 하드캐슬  | 피터 오코                         | 7.65                 | 2010-11-04 | 707       |
| 134     | 8     | "Viewing Party"                       | 켄 휘팅엄        | 존 비티                           | 7.15                 | 2010-11-11 | 708       |
| 135     | 9     | "WUPHF.com"                           | 대니 레니어      | 에런 슈어                         | 7.28                 | 2010-11-18 | 709       |
| 136     | 10    | "China"                               | 찰스 맥두걸      | 할스테드 설리번 & 워런 리버스타인 | 7.31                 | 2010-12-02 | 710       |
| 137–138 | 11–12 | "Classy Christmas‡"                   | 레인 윌슨        | 민디 캘링                         | 7.18                 | 2010-12-09 | 711/712   |
| 139     | 13    | "Ultimatum"                           | 데이비드 로저스  | 캐리 캠퍼                         | 8.26                 | 2011-01-20 | 713       |
| 140     | 14    | "The Seminar"                         | 비제이 노백      | 스티브 헬리                       | 7.93                 | 2011-01-27 | 714       |
| 141     | 15    | "The Search"                          | 마이클 스필러    | 브랜트 포레스터                   | 7.29                 | 2011-02-03 | 715       |
| 142     | 16    | "PDA"                                 | 그레그 대니얼스  | 로버트 패드닉                     | 6.90                 | 2011-02-10 | 716       |
| 143     | 17    | "Threat Level Midnight"               | 터커 게이츠      | 비제이 노백                       | 6.41                 | 2011-02-17 | 717       |
| 144     | 18    | "Todd Packer"                         | 랜들 아인혼      | 아멜리에 질레트                   | 6.12                 | 2011-02-24 | 718       |
| 145     | 19    | "Garage Sale"                         | 스티브 커렐      | 존 비티                           | 7.07                 | 2011-03-24 | 719       |
| 146     | 20    | "Training Day"                        | 폴 리버스타인    | 대니얼 천                         | 7.87                 | 2011-04-14 | 720       |
| 147     | 21    | "Michael's Last Dundies"              | 민디 캘링        | 민디 캘링                         | 6.85                 | 2011-04-21 | 721       |
| 148     | 22    | "Goodbye, Michael†"                   | 폴 피그          | 그레그 대니얼스                   | 8.42                 | 2011-04-28 | 722       |
| 149     | 23    | "The Inner Circle"                    | 맷 손            | 찰리 그렌디                       | 6.90                 | 2011-05-05 | 723       |
| 150     | 24    | "Dwight K. Schrute, (Acting) Manager" | 트로이 밀러      | 저스틴 스피처                     | 6.45                 | 2011-05-12 | 724       |
| 151–152 | 25–26 | "Search Committee‡"                   | 제프리 블리츠    | 폴 리버스타인                     | 추후 공개            | 2011-05-19 | 725/726   |

### 시즌 8 (2011–2012)
오피스 시즌 8은 2011년 가을에 첫 전파를 탈 예정이다.

## 참고
- 감독판에 대한 정보는 해당 방송분 문서에서 확인할 수 있다.
- † 표시가 된 방송분은 40분 분량으로 제작되으며 광고 등을 제외한 실제 분량은 약 28분 정도이다.
- ‡ 표시가 된 방송분은 1시간 분량으로 제작되었으며 광고 등을 제외한 실제 분량은 약 42분 정도이다.